# Oxytropis meinshausenii
Oxytropis meinshausenii là một loài thực vật có hoa trong họ Đậu. Loài này được Schrenk miêu tả khoa học đầu tiên.